# 松本ふくみ
松本 ふくみ（まつもと ふくみ、9月6日 - ）は、日本の女性声優。

## 概要
以前はぷろだくしょんバオバブに所属していた。大阪アニメーションカレッジ専門学校卒業。
資格はワープロ検定1級、英語検定3級、秘書検定3級、話しことば検定3級、アナウンス検定3級。
特技は図画工作、趣味は散歩、ボードゲーム、創作（短編物語など）。

## 出演

### テレビアニメ
2012年
- エリアの騎士（女子生徒B）
- ドラえもん（テレビ朝日版第2期）（少女軍団、子ども）

### OVA
2013年
- れすきゅーME!（高木麻衣）

### ゲーム
2010年
- WHITE ALBUM2（女子生徒 他）

2011年
- ポケモンバトリオV（ステージボス）

### ドラマCD
- 丸川くん家の猫たち（猫）

### 吹き替え
- iCarly（エミリー）
- Terra Nora（看護師、少女）
- ミディアム 霊能者アリソン・デュボア（女の子）

### ラジオドラマ
- VOMIC スターダスト★ウインク（市原紅、颯の彼女）

### その他
- タカラトミーアーツ「どこでもハト時計」（ハト）